# Жданов Василь Миколайович
Василь Миколайович Жданов (нар. 2 (14) листопада 1896, Бугульма — 3 листопада 1956, Київ) — радянський воєначальник; генерал-полковник; в роки радянсько-німецької війни командувач 8-ї повітряної армії.

## Біографія
Народився 13 листопада 1986 року в місті Бугульма в Татарстані.
На військовій службі з 1919 року. Закінчив Качинську авіаційну школу в 1923 році. Пізніше в 1929 році закінчив курси начальницького складу при Військово-повітряної академії імені М. Є. Жуковського, Вищу льотну тактичну школу (1938).
Учасник громадянської війни, воював льотчиком. У вересні 1919 року направлений в 25-й авіаційний авіазагін (Туркестанський фронт), де брав участь у боях проти військ бухарського еміра і басмачів. У 1929–1937 роках командував ланкою, загоном, ескадрилью, авіабригадою. З 1939 року — помічник командира легкої бомбардувальної бригади, з квітня 1940 року — командир 15-ї важкої бомбардувальної авіабригади. Член КПРС з 1939 року.
З травня 1941 року командувач ВПС 23-ї армії, оборонялася з перших днів радянсько-німецької війни на північно-західних підступах до Ленінграда. З вересня 1941 року — заступник командувача ВПС Ленінградського фронту, з жовтня 1942 року — заступник командувача 13-ї повітряної армії, з травня 1943 року — командувач ВПС САВО. З серпня 1944 року і до кінця війни-командувач 8-ю повітряною армією, яка у складі 4-го Українського фронту брала участь в операціях зі звільнення Донбасу, Закарпаття, України, Польщі та Чехословаччини.
Після війни до 1953 року командував повітряною армією. З 1953 року у відставці.

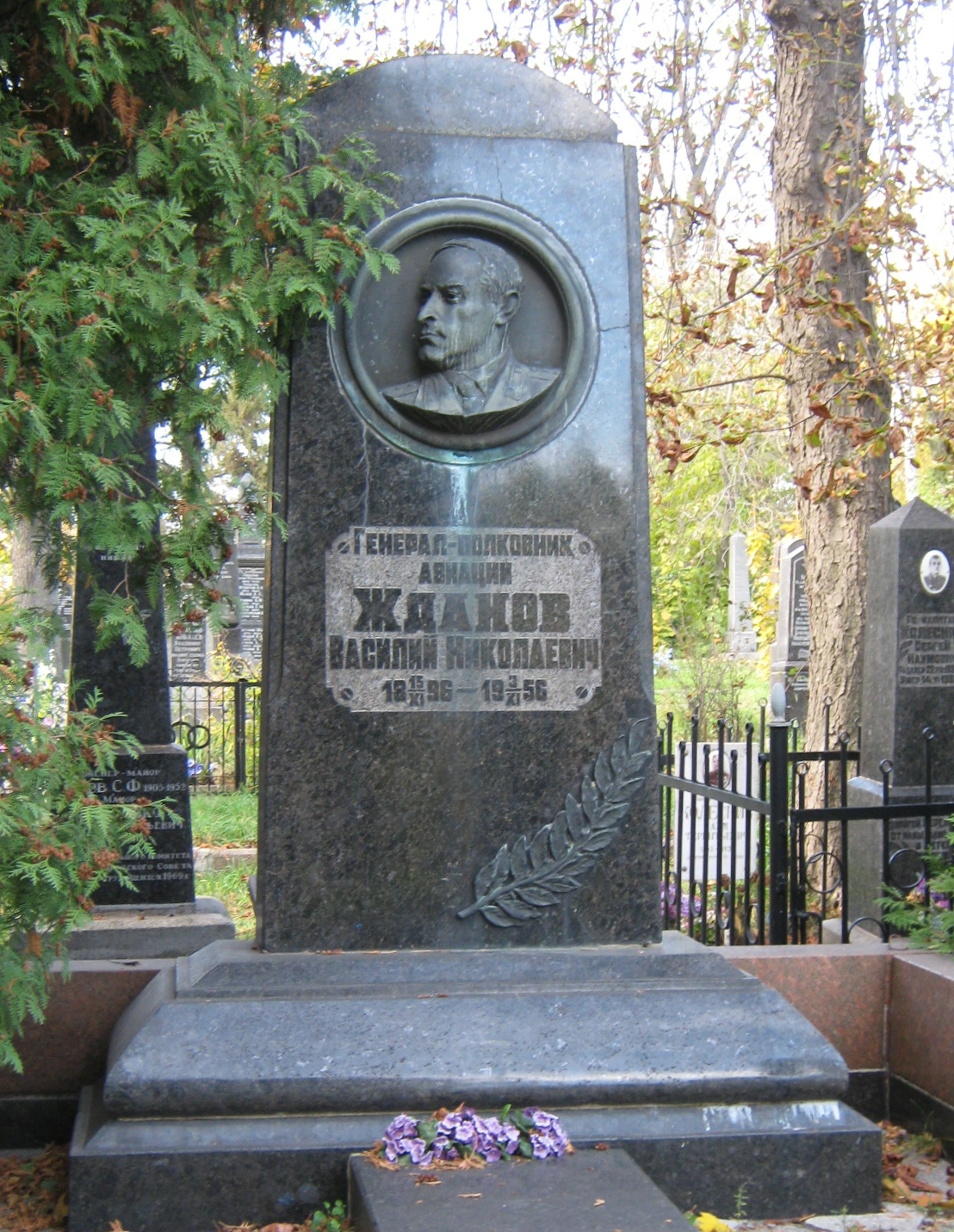
Могила В. М. Жданова

Помер 3 листопада 1956 року. Похований в Києві на Лук'янівському військовому кладовищі.

## Нагороди
Нагороджений орденом Леніна, чотирма орденами Червоного Прапора, орденом Суворова I ступеня, медалями, а також іноземними орденами.